# Белавија
Белавија (енгл. Belavia, блр. Белавія, рус. Белавиа) је национална авио-компанија Белорусије, са седиштем у Минску. Годишње у просеку превезе 300.000 путника.

## Флота
Флоту Белавије чине:
- 3 Антонов Ан-24
- 2 Боинг 737
- 2 ЦРЈ-100ЕР
- 3 Тупољев Ту-134
- 7 Тупољев Ту-154